# کلیسای جامع چلمزفورد
کلیسای جامع چلمزفورد (انگلیسی: Chelmsford Cathedral) یک کلیسای جامع در شهر چلمزفورد، انگلستان است.
این کلیسا در سده ۱۲۰۰ میلادی ساخته شده و در در دهه ۱۵۲۰ مورد بازسازی قرار است.

## نگارخانه

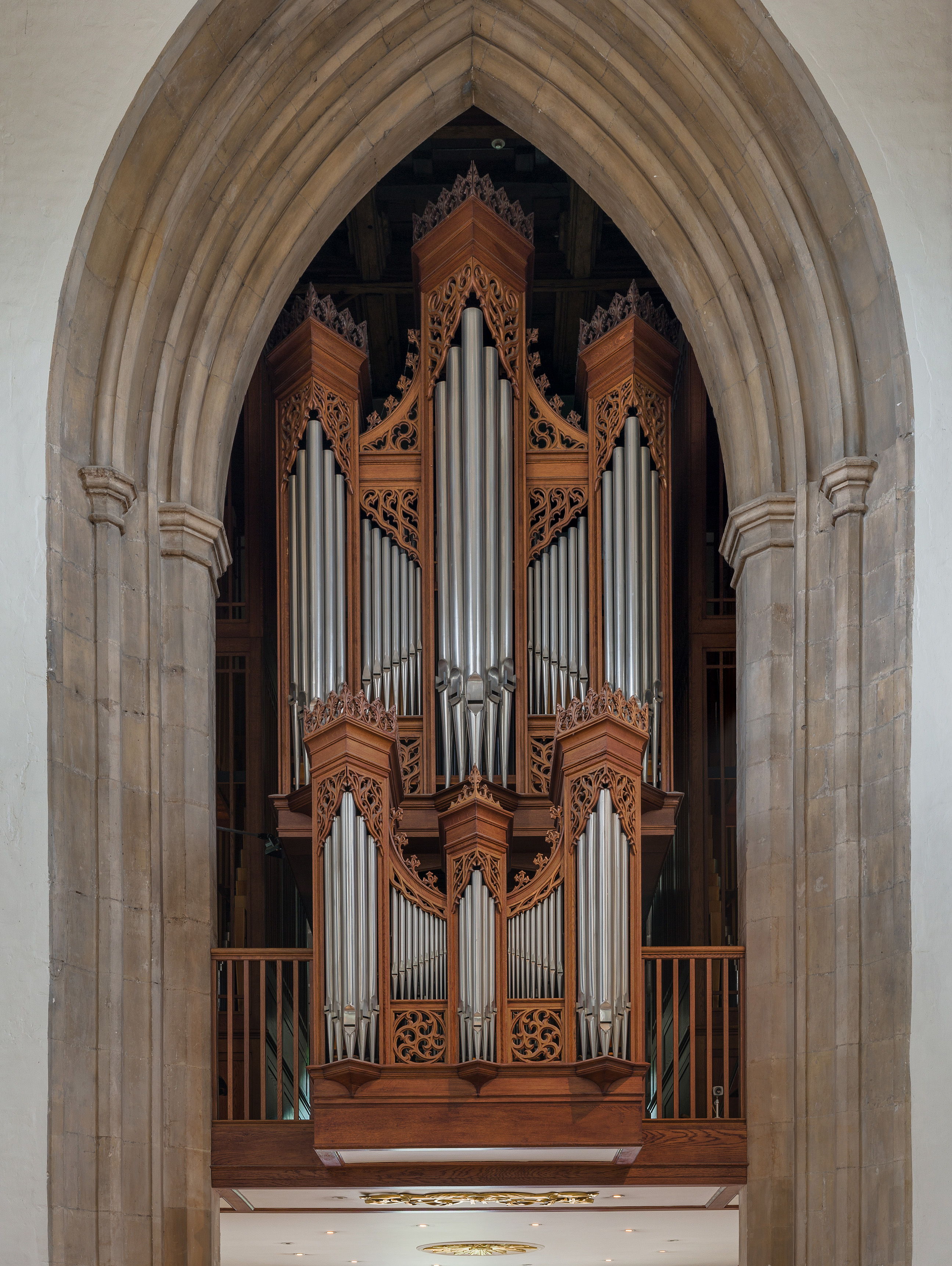
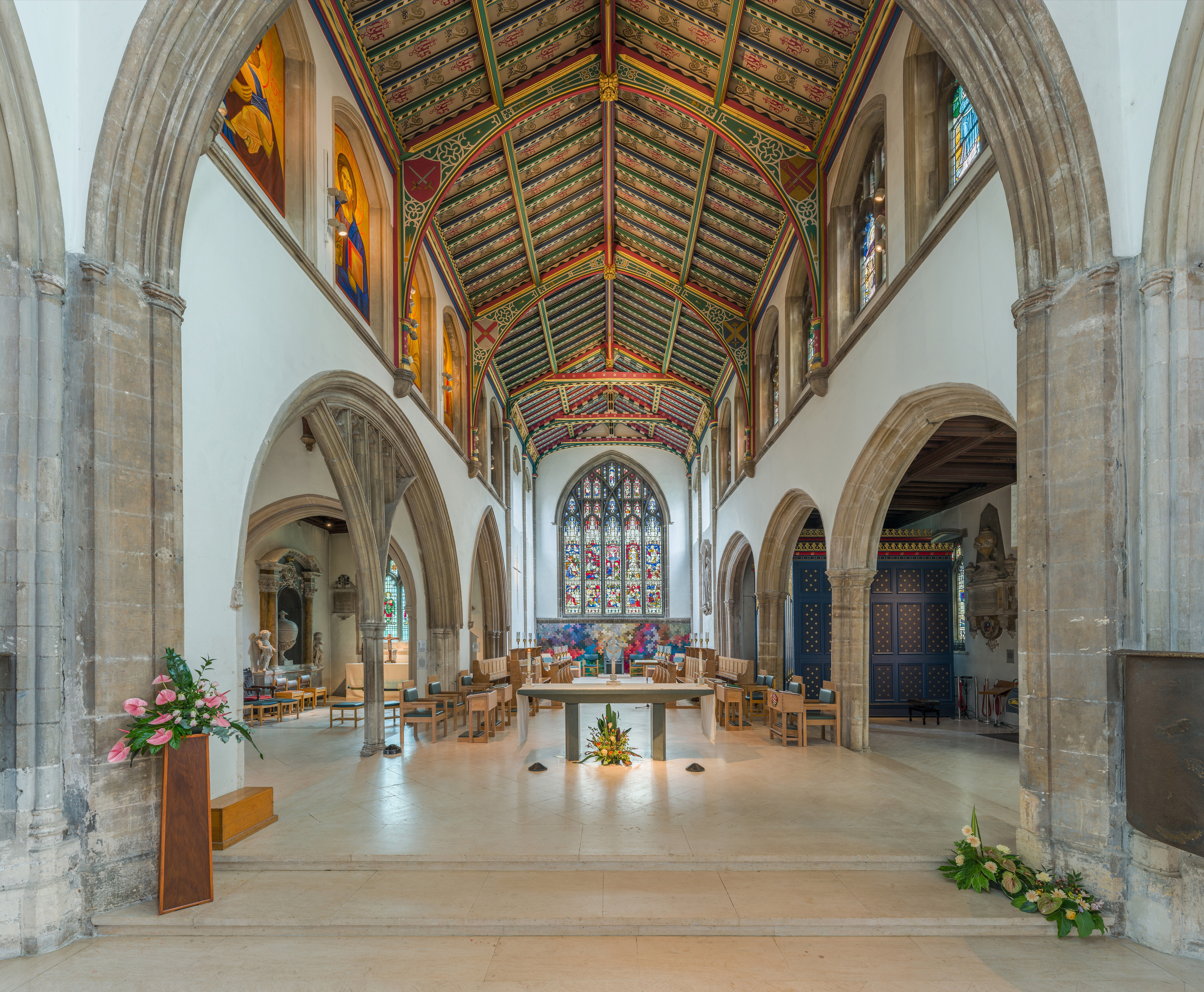
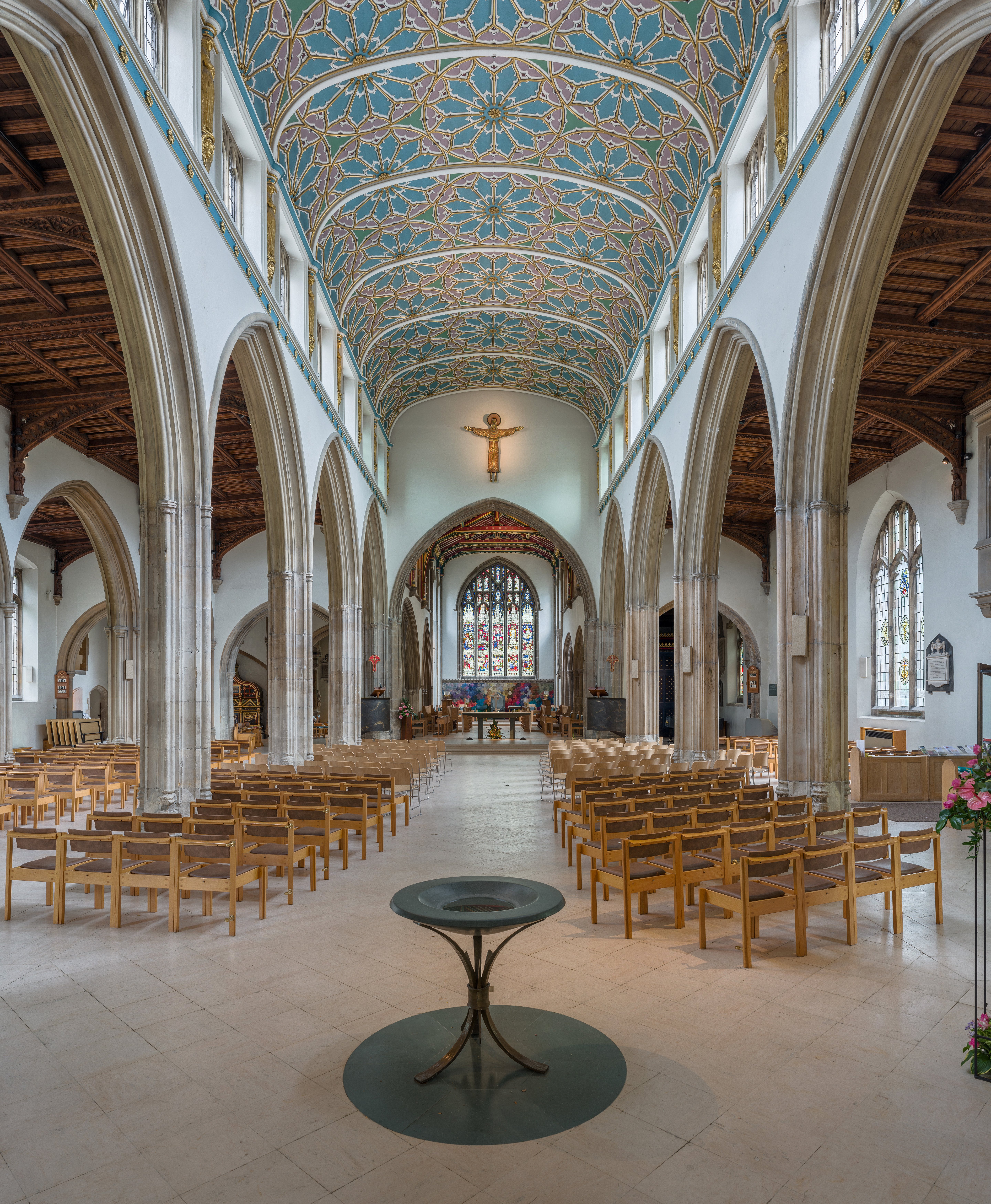
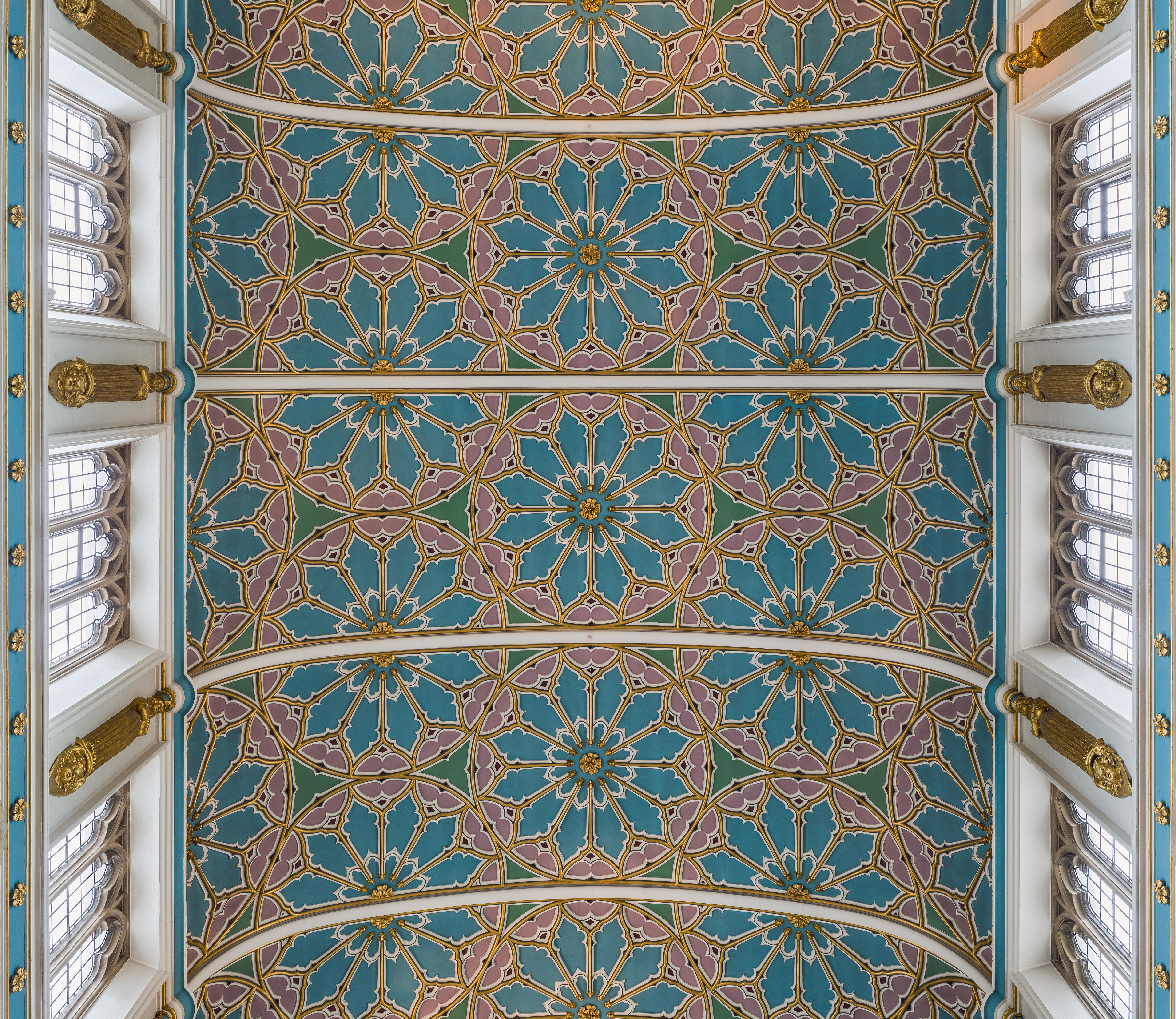
The ceiling of the nave
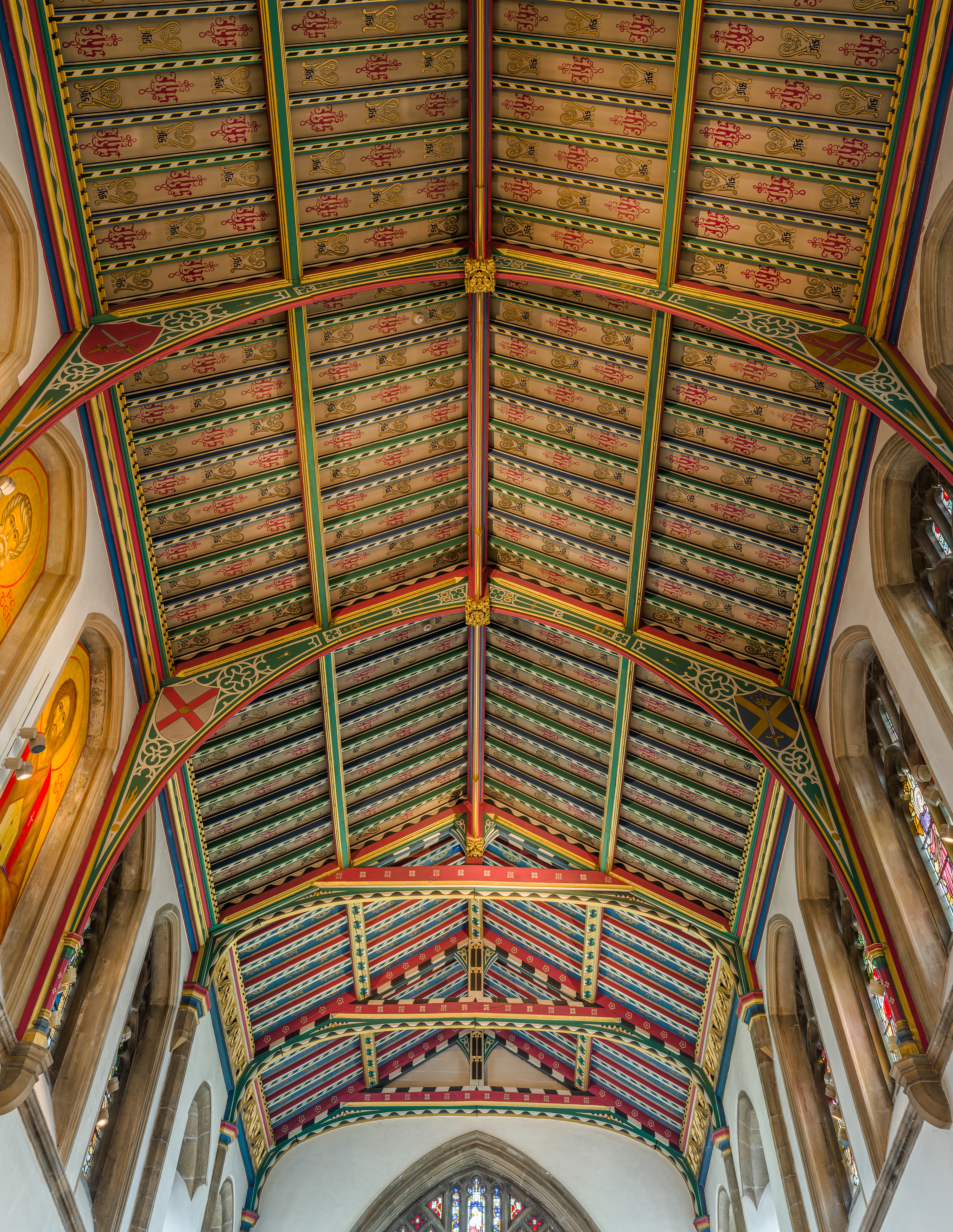
The ceiling of the chancel
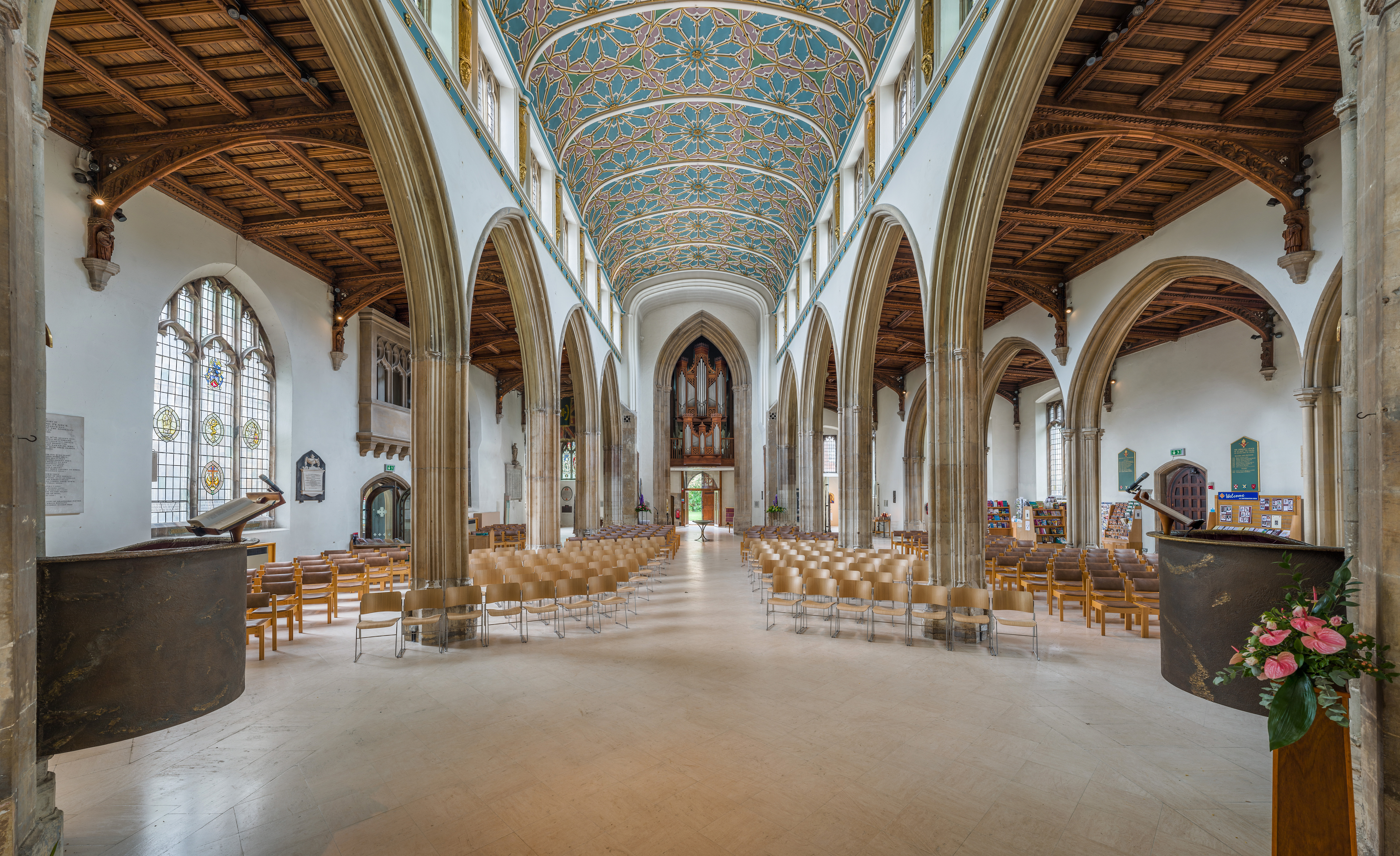
The nave looking towards the west